# 出雲亮一
出雲 亮一（いずも りょういち、1958年3月21日 - ）は、東京都葛飾区柴又出身のギタリスト。日本芸術専門学校講師。

## 来歴
高校卒業後、予備校・職業訓練校への通学を経てアンテナ会社に就職し、サラリーマン生活を送っていた最中に、当時まだアマチュアバンドだったシャネルズ（後のラッツ&スター）を手伝っていた友人から、シャネルズのサイドギターが抜けたのでやってみないかとの誘いを受けたのを機にシャネルズにサイドギター担当として加入。後にメジャーデビューを果たした当時のメンバー10人の中で最も遅くシャネルズ入りした人物である。
ラッツ&スターの活動休止後もギタリストとしての活動を続けている。1989年から鈴木聖美（ラッツ&スターのリーダー鈴木雅之の姉）のバンドに参加したほか、最近ではふたりはプリキュアシリーズの曲において演奏を担当する「SOMEHOW'S」の一員としての活動も行った。
また、1993年からボイストレーニングなどの音楽指導を開始している。2004年には安蒜真里子と共に音楽スクール「MAR WEST MUSIC SCHOOL」を開校した。2001年にはインディーズレーベルの「BLUE TANGO RECORDS｣を設立している。